# Liste der Bodendenkmale in Schönau-Berzdorf auf dem Eigen
In der Liste der Bodendenkmale in Schönau-Berzdorf auf dem Eigen sind die Bodendenkmale der Gemeinde Schönau-Berzdorf auf dem Eigen und ihrer Ortsteile nach dem Stand der Auflistung von Harald Quietzsch und Heinz Jacob aus dem Jahr 1982 aufgelistet. Eventuelle Änderungen und Ergänzungen, insbesondere aus der Zeit nach der Wende, sind nicht berücksichtigt, da für Sachsen aktuell keine neueren allgemein zugänglichen Bodendenkmallisten vorliegen. Die Baudenkmale sind in der Liste der Kulturdenkmale in Schönau-Berzdorf auf dem Eigen aufgeführt.
| Denkmal-ID | Fundart            | Ortsteil | Bezeichnung          | Zeitstellung | Lage                                         | Bemerkungen                                                                                                | Bild |
| ---------- | ------------------ | -------- | -------------------- | ------------ | -------------------------------------------- | --- | ---- |
| ?          | Befestigung > Burg | Schönau  | Wehranlage „Hutberg“ | Mittelalter  | südlich des Orts auf dem Gipfel des Hutbergs | Gipfelbefestigung mit umfassendem Wallzug und Einbauten, Schutz seit 5. Mai 1935, erneuert 22. August 1958 |      |